# Accidente aéreo de El Buste
El 14 de marzo de 1972 en la localidad Zaragozana de El Buste, dos cazas F4 Phantom D del ejército de los Estados Unidos, se estrellaron contra la cresta rocosa denominada Puntal de San Roque, en el monte La Rocha, que está situada a escasos 100 metros del pueblo.

## Accidente
Sobre las 9 de la mañana del 14 de marzo de 1972, dos cazas F4 Phantom D pertenecientes al "23rd Fighter Squadron" del ejército estadounidense, procedentes de las Bardenas y pertenecientes a la Base aérea alemana de Spangdahlem, regresaban a la base aérea de Zaragoza, después de hacer unas prácticas. Muchos de los testigos presenciales del accidente pudieron ver como los demás aviones de la patrulla pudieron esquivar la colisión, ya que iban distanciados y pasaron por la ladera baja de la montaña, pero los dos cazas que colisionaron, pasaron rozando los tejados de las casas del pueblo e intentaron esquivar la montaña, sin éxito alguno.
Cuando los aviones chocaron en las proximidades de El Buste muchos vecinos fueron a ver lo que ocurría, pero entonces empezaron a caer sobre las casas trozos del fuselaje de los aviones, al estar aún la mayoría de hombres del pueblo muchos de los focos de incendio en las casas se pudieron sofocar. Uno de los motores de los Cazas cayó sobre la casa natal de Monseñor Sotero Sánz, que era en esa época, el nuncio del papa en Chile.
Si los aviones hubieran volado 10 metros más bajos la catástrofe hubiera sido peor, ya que se hubieran estrellado en el pueblo.

### Posibles causas del accidente
Lo que hizo que se produjese el accidente probablemente fuera la niebla y que desde Bardenas hasta El Buste hay un gran valle, pero según un concejal de El Buste testigo presencial dijo que la niebla estaba alta. También podría haber existido un error de altitud en los mapas del ejército estadounidenses de la zona de esa época.

## Momentos posteriores al accidente
A los pocos minutos de haberse producido la colisión, el helicóptero de rescate de la base aérea ya estaba sobrevolando la zona. También llegaron efectivos de la Cruz Roja de Borja y Bomberos de Tarazona, Tudela y Tauste.
También llegaron autoridades como el General Seibane, jefe del Sector Aéreo de la III Región Pirenaica. Y los alcaldes y diputados Provinciales de Borja, el Señor Ojeda y de Tarazona el Señor Zueco.